# Hyloniscus marani
Hyloniscus marani är en kräftdjursart som beskrevs av Zdenek Frankenberger1940. Hyloniscus marani ingår i släktet Hyloniscus och familjen Trichoniscidae. Inga underarter finns listade i Catalogue of Life.